# Stary Cmentarz Północny w Monachium

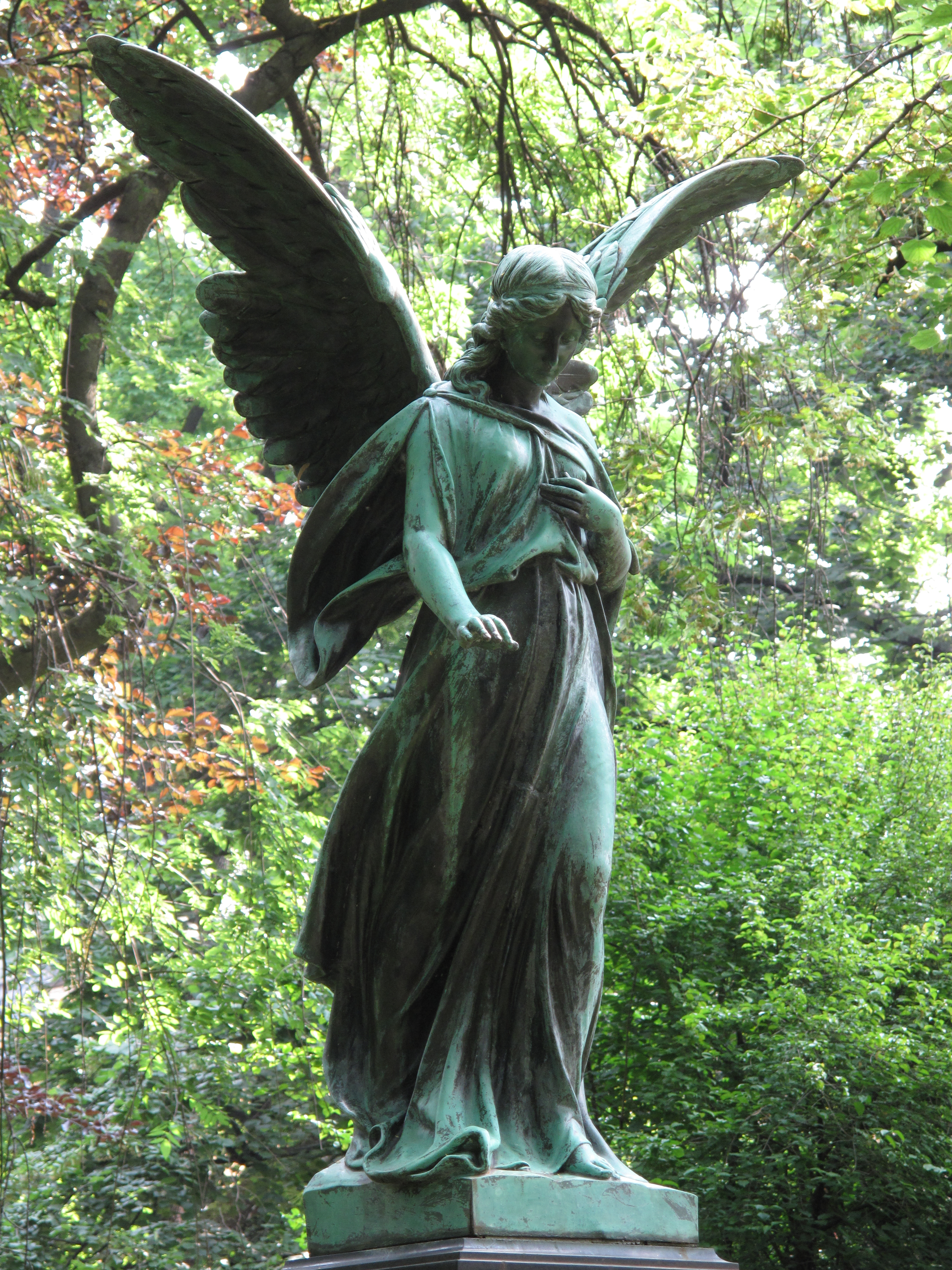
Rzeźba Anioła na nagrobku Andreasa Kügle zm. 1902

Stary Cmentarz Północny w Monachium (niem. Alter Nordfriedhof lub Alter Nördlicher Friedhof) – cmentarz w Monachium.
Został założony w 1866–1869 (projektantem był Arnold Zenetti). Jest położony w dzielnicy Maxvorstadt. Nie używany od 1939 został zamknięty. Po zniszczeniach wojennych ściany, bramy i pozostałe arkady zostały naprawione w 1955 przez Hansa Döllgasta.